# Antoine Lavoisier
Antoine Laurent de Lavoisier, född 26 augusti 1743 i Paris, död 8 maj 1794 i Paris, var en fransk naturforskare som har kallats "den moderna kemins fader". Han förklarade att förbränning är oxidering, det vill säga att ett ämne förenar sig kemiskt med syre (som då nyligen hade upptäckts). Den totala omvälvning av kemins grundläggande föreställningar som förkastandet av flogistonteorin innebar brukar kallas den kemiska revolutionen. 
Några av Lavoisiers viktigaste experiment undersökte förbränningsprocesser, vad som händer när material brinner. Han visade att förbränning bland annat innebär att substanser förenas med syre. Han påvisade också syrets roll vid korrodering av metall och i de levande organismernas andning. Lavoisier genomförde tillsammans med Pierre-Simon Laplace experiment som visade att andning i princip är en långsam förbränning av organiskt material med användning av inandat syre. Denna förståelse av förbränningsprocessen kom att ersätta den tidigare förhärskande flogistonteorin, som postulerar att när material brinner så frigörs en substans, det så kallade flogistonet. 
Lavoisier deltog i den kommission tillsatt av Ludvig XVI av Frankrike som utarbetade metersystemet, och var efter revolutionen drivande i dess införande.
Lavoisier blev den 8 maj 1794 ett av de många offren för den franska revolutionens skräckvälde, då han avrättades med giljotin.
Gift 1771 med Marie-Anne Pierrette Paulze, som blev hans medarbetare och kollega.
Hans namn tillhör de 72 som är ingraverade på Eiffeltornet.
Asteroiden 6826 Lavoisier är uppkallad efter honom.